# Marathon Oil Tower
Marathon Oil Tower – wieżowiec w Houston w Stanach Zjednoczonych. Ma 171 metrów wysokości i 41 pięter. Zaprojektowany przez Pierce Goodwin Alexander & Linville. Jego budowa została ukończona w 1983 roku. Wykorzystuje się go jako biurowiec.